# MOTHER (原由子のアルバム)
『MOTHER』（マザー）は、原由子の3作目のオリジナル・アルバム。1991年6月1日にCDで発売。発売元はタイシタレーベル。
1998年2月25日にCDで再発売されている。2016年12月12日からは主要配信サイトにてダウンロード配信、2019年12月20日からはストリーミング配信が開始されている。

## 背景
前作『Miss YOKOHAMADULT YUKO HARA 2nd』より7年7か月ぶりにリリースしたアルバムである。前々作『はらゆうこが語るひととき』、前作『Miss YOKOHAMADULT YUKO HARA 2nd』では桑田佳祐の単独プロデュースであったが、本作は桑田と小林武史による共同プロデュースになっている。
原は出産・子育てで一度は音楽そのものを止めようと思い悩んでいたが、桑田やスタッフ達の後押しがあってそれらを乗り越えて音楽活動を再開出来たことがこのアルバムの制作のきっかけとなった。
アルバムリリース直後には大阪、名古屋、東京・日本武道館でソロツアー『花咲く旅路』を開催した。

## 受賞歴
| 年     | 音楽賞                 | 結果           | 出典  |
| ------ | ---------------------- | -------------- | ----- |
| 1991年 | 第33回日本レコード大賞 | 優秀アルバム賞 | [ 9 ] |

## 収録曲

### Disc 1
1. ハートせつなく (4:46)
（作詞・作曲：桑田佳祐 / 編曲：小林武史・桑田佳祐）
10枚目シングル。
2. 東京ラブコール (3:50)
（作詞・作曲：桑田佳祐 / 編曲：小林武史・桑田佳祐）
映画『ドラえもん のび太と雲の王国』の併映作『トキメキソーラーくるまによん』主題歌[注 3]。
3. 少女時代 (3:28)
（作詞・作曲：原由子 / 編曲：小林武史・桑田佳祐）
12枚目シングル「負けるな女の子!」のカップリング曲としてシングルカットされた。
本楽曲は斉藤由貴に提供した曲のセルフカバーでもあり、オリジナルバージョンは1988年にリリースされた斉藤のアルバム『PANT』に収録されている。他、1997年に鈴木真仁が自身のシングル、1998年に丹下桜がアルバム『New Frontier』で同曲をカバーしている。
桑田は本楽曲を初めて聴いた際に「スゲー!って思った」「ポップス作家としての力量の凄みを感じた」といい、高く評価している[10]。
4. 星のハーモニー (5:43)
（作詞・作曲：原由子 / 編曲：小林武史・桑田佳祐）
8枚目・9枚目シングルのカップリング曲。表記は無いが両シングルとは音源が異なるアルバムバージョンである。
5. じんじん (2:58)
（作詞・作曲：桑田佳祐 / 編曲：小林武史・桑田佳祐）
11枚目シングル。
6. 使い古された諺を信じて (4:02)
（作詞：桑田佳祐 / 作曲・編曲：小林武史）
11枚目シングルのカップリング曲。
7. Good Luck, Lovers! (3:54)
（作詞・作曲：原由子 / 編曲：小林武史・桑田佳祐）
8. かいじゅうのうた (4:01)
（作詞・作曲：原由子 / 編曲：矢口博康）
8枚目シングル。
9. UFO（僕らの銀河系） (5:49)
（作詞：阿久悠 / 補作詞：桑田佳祐・Jadranka / 作曲：都倉俊一 / 編曲：小林武史・桑田佳祐）
1978年発売のピンク・レディーの楽曲「UFO」に歌詞を加筆した実験的作品となっている。
10. 花咲く旅路 (3:50)
（作詞・作曲：桑田佳祐 / 編曲：小林武史・桑田佳祐）
東海旅客鉄道 CMソング。コカ・コーラ「まろ茶」CMソング[注 4]。ソフトバンクモバイルCMソング[注 5]。サントリー緑茶「伊右衛門」CMソング[注 6]。

### Disc 2
1. お涙ちょうだい (4:55)
（作詞：森雪之丞 / 作曲：原由子 / 編曲：小林武史）
2. イロイロのパー (3:05)
（作詞・作曲：桑田佳祐 / 編曲：小林武史・桑田佳祐）
3. あじさいのうた (4:43)
（作詞・作曲：原由子 / 編曲：桑田佳祐&藤井丈司）
6枚目シングル。映画「BU・SU」主題歌。OVA「眠れぬ夜の小さなお話」挿入歌。中京テレビ「ヴィヴィアン」オープニングテーマ。ダイハツ工業「ダイハツ・リーザ」CMソング。
4. 夜空を見上げれば (3:28)
（作詞：原由子 / 作曲：原由子・小倉博和 / 編曲：原由子・小倉博和・小林武史・桑田佳祐 / ストリングアレンジ：中西俊博）
OVA「眠れぬ夜の小さなお話」エンディングテーマ。
5. Anneの街 (4:57)
（作詞・作曲：原由子 / 編曲：小林武史）
10枚目シングルのカップリング曲。
表記は無いがシングルより15秒早くフェイドアウトするミックスが異なるアルバムバージョンである。
6. 終幕 (フィナーレ) (5:11)
（作詞・作曲：原由子 / 編曲：小林武史 /ストリングアレンジ・ホーンアレンジ：中西俊博）
7. 春待ちロマン (3:35)
（作詞・作曲：原由子 / 編曲：矢口博康&門倉聡）
7枚目シングル「ガール (GIRL)」のカップリング曲。
8. ためいきのベルが鳴るとき (5:22)
（作詞・作曲：桑田佳祐 / 編曲：小林武史）
9枚目シングル。
9. キューピーはきっと来る (2:01)
（作詞・作曲：原由子 / 編曲：小林武史）
キユーピー「マスタードマヨネーズ」CMソング。
10. 想い出のリボン (5:23)
（作詞・作曲：桑田佳祐 / 編曲：小林武史・桑田佳祐）
ベストアルバム『Loving You』『ハラッド』にも収録されている。

## 参加ミュージシャン
| Disc 1 ハートせつなく - 原由子:Lead Vocals - 小林武史:Keyboards - 角谷仁宣:Computer Operation - 佐橋佳幸:Guitars - 根岸孝旨:Bass - 今野多久郎:Percussion - ダディ柴田:Sax - 桑田佳祐:Backing Vocals 東京ラブコール - 原由子:Lead Vocals - 小林武史:Keyboards - 杉本恭一 (LÄ-PPISCH):Electric Guitars - 小倉博和:Acoustic Guitars - 松本治:Trombone 少女時代 - 原由子:Lead Vocals - 小林武史:Keyboards - 佐橋佳幸:Guitars - 根岸孝旨:Bass - 今野多久郎:Percussions - 桑田佳祐:Backing Vocals 星のハーモニー - 原由子:Lead Vocals - 小林武史:Keyboards - 藤井丈司:Computer Operation - 桑田佳祐:Backing Vocals じんじん - 原由子:Lead Vocals - 小林武史:Keyboards - 角谷仁宣:Computer Operation - 佐橋佳幸:Guitars - 小倉博和:Guitars - 根岸孝旨:Bass - 小田原豊:Drums - 今野多久郎:Percussions - 桑田佳祐:Backing Vocals 使い古された諺を信じて - 原由子:Lead Vocals - 小林武史:Keyboards - 角谷仁宣:Computer Operation - 佐橋佳幸:Guitars - 小倉博和:Guitars - 小田原豊:Drums - 中島オバヲ:Percussions - 桑田佳祐:Backing Vocals - 前田康美:Backing Vocals Good Luck, Lovers! (グッド ラック ラバーズ) - 原由子:Lead Vocals - 小林武史:Keyboards - 角谷仁宣:Computer Operation - 小倉博和:Guitars - 青山純:Drums - 桑田佳祐:Backing Vocals かいじゅうのうた - 原由子:Lead Vocals - 門倉聡:Keyboards - 菅原弘明:Computer Operation - ブラボー小松:Guitars - 塚田嗣人:Guitars - Bobby Watson:Bass - 松田弘:Drums - 朝本千加:Sax - 沢村充:Sax - 矢口博康:Sax UFO (僕らの銀河系) - 原由子:Lead Vocals - 小林武史:Keyboards - 角谷仁宣:Computer Operation - 佐橋佳幸:Guitars - 桑田佳祐:Backing Vocals - Jadranka:Voice Jadranka by the coutesy of TOSHIBA EMI Ltd. 花咲く旅路 - 原由子:Lead Vocals - 小林武史:Keyboards - 角谷仁宣:Computer Operation - 佐橋佳幸:Guitars, Mandolin - 桑田佳祐:Backing Vocals | Disc 2 お涙ちょうだい - 原由子:Lead Vocals - 小林武史:Keyboards - 角谷仁宣:Computer Operation - 佐橋佳幸:Guitars - 包国充:Sax - 桑田佳祐:Backing Vocals イロイロのパー - 原由子:Lead Vocals - 小林武史:Keyboards, Sampling Guitar - 角谷仁宣:Computer Operation - 佐橋佳幸:Guitars - 八木のぶお:Harmonica - 桑田佳祐:Backing Vocals - 梶明子:Voice あじさいのうた - 原由子:Lead Vocals, Keyboards - 藤井丈司:Computer Operation - 原田末秋:Guitars - 琢磨仁:Bass - 松田弘:Drums, Backing Vocals 夜空を見上げれば - 原由子:Lead Vocals - 小林武史:Keyboards - 角谷仁宣:Computer Operation - 佐橋佳幸:Guitars - 小倉博和:Guitars - 中西俊博:Violin - 桑野聖:Violin - 桑江千絵:Viola - 向山佳絵子:Cello Anneの街 - 原由子:Lead Vocals - 小林武史:Keyboards, Backing Vocals - 藤井丈司:Computer Operation - 佐橋佳幸:Guitars - 八木のぶお:Harmonica - 桑田佳祐:Backing Vocals 終幕 (フィナーレ) - 原由子:Lead Vocals - 小林武史:Keyboards - 角谷仁宣:Computer Operation - 佐橋佳幸:Guitars - 有賀啓雄:Bass - 小田原豊:Drums - 中西俊博グループ:Strings - 数原晋:Flugel Horn - 篠原猛:Flute 春待ちロマン - 原由子:Lead Vocals - 門倉聡:Keyboards - 土岐幸男;Computer Operation - 矢口博康:Guitars, Sax - 中原信雄:Bass ためいきのベルが鳴るとき - 原由子:Lead Vocals - 小林武史:Keyboards - 藤井丈司:Computer Operation - 小倉博和:Guitars - 松田弘:Drums - 桑田佳祐:Backing Vocals キューピーはきっと来る - 原由子:Lead Vocals - 小林武史:Acoustic Piano - 小倉博和:Bouzouki - 樋沢達彦:Bass - 松田弘:Drums - 包国充:Sax - 小林正弘:Trumpet - 池谷明広:Trombone 想い出のリボン - 原由子:Lead Vocals - 小林武史:Keyboards - 角谷仁宣:Computer Operation - 原田末秋:Electric Guitars, Electric Sitar - 小倉博和:Acoustic Guitars, Electric Guitars - 桑田佳祐:Backing Vocals |